# Beata venusta
Beata venusta là một loài nhện trong họ Salticidae.
Loài này thuộc chi Beata. Beata venusta được Arthur Merton Chickering miêu tả năm 1946.